# Lavinia Agache
Lavinia Agache (Căiuți, Rumania; 11 de febrero de 1968) es una gimnasta artística rumana, especialista en las pruebas de salto y asimétricas, con las que ha logrado ser campeona mundial en 1983.

## 1983
En el Campeonato Mundial de Gimnasia Artística de 1983 en Budapest, gana cuatro medallas: la plata por equipos, tras la Unión Soviética y delante de Alemania del Este, siendo sus compañeras de equipo: Laura Cutina, Mirela Barbălată, Simona Renciu, Mihaela Stanulet y Ecaterina Szabo; también plata en salto —tras la búlgara Boriana Stoyánova y empatada con su compatriota Ecaterina Szabo—, otra medalla de plata en asimétricas —tras la alemana Maxi Gnauck y de nuevo empatada con su compatriota Ecaterina Szabo—, y bronce en la barra de equilibrio, tras la soviética Olga Mostepánova y la checoslovaca Hana Říčná.

## 1984
En los JJ. OO. de Los Ángeles gana el oro por equipos, por delante de Estados Unidos y China; y el bronce en salto de potro.